# Salón de la Fama de la Vela
El Salón de la Fama de la Vela es el Salón de la Fama creado por la Federación Internacional de Vela para rendir homenaje a todas aquellas personas que han destacado en el deporte de la vela.

## Historia
Fue creado en 2007 coincidiendo con la conmemoración del centenario de la fundación de la Federación Internacional de Vela, cuando nombró sus primeros seis miembros. En 2015 se hicieron sus segundos nombramientos, con la inclusión de otros siete, y se propuso nominar regatistas cada 4 años, en el tercer año de cada mandato del comité ejecutivo, por lo que los próximos candidatos serán presentados en 2019.
- En 2007, en Estoril (Portugal), fueron admitidos Olin Stephens, Ellen MacArthur, Paul Bert Elvstrøm, Barbara Kendall, Éric Tabarly y Robin Knox-Johnston.
- En 2015, en Sanya (República Popular China), se añadieron Dennis Conner, Alessandra Sensini, Harold Vanderbilt, Peter Blake, Buddy Melges, Valentin Mankin y Torben Grael.[1]